# Син Сукчу
Син Сукчу (кор. 신숙주, 2 августа 1417 — 23 июля 1475) — корейский военный и политический деятель, философ-конфуцианец, переводчик-полиглот, премьер-министр страны (1461—1464 и 1471—1475), один из авторов корейского алфавита хангыль и основатель рода Сандонских Син. Его дальним потомком был основатель корейской националистической историографии революционер Син Чхэхо.